# 医心方

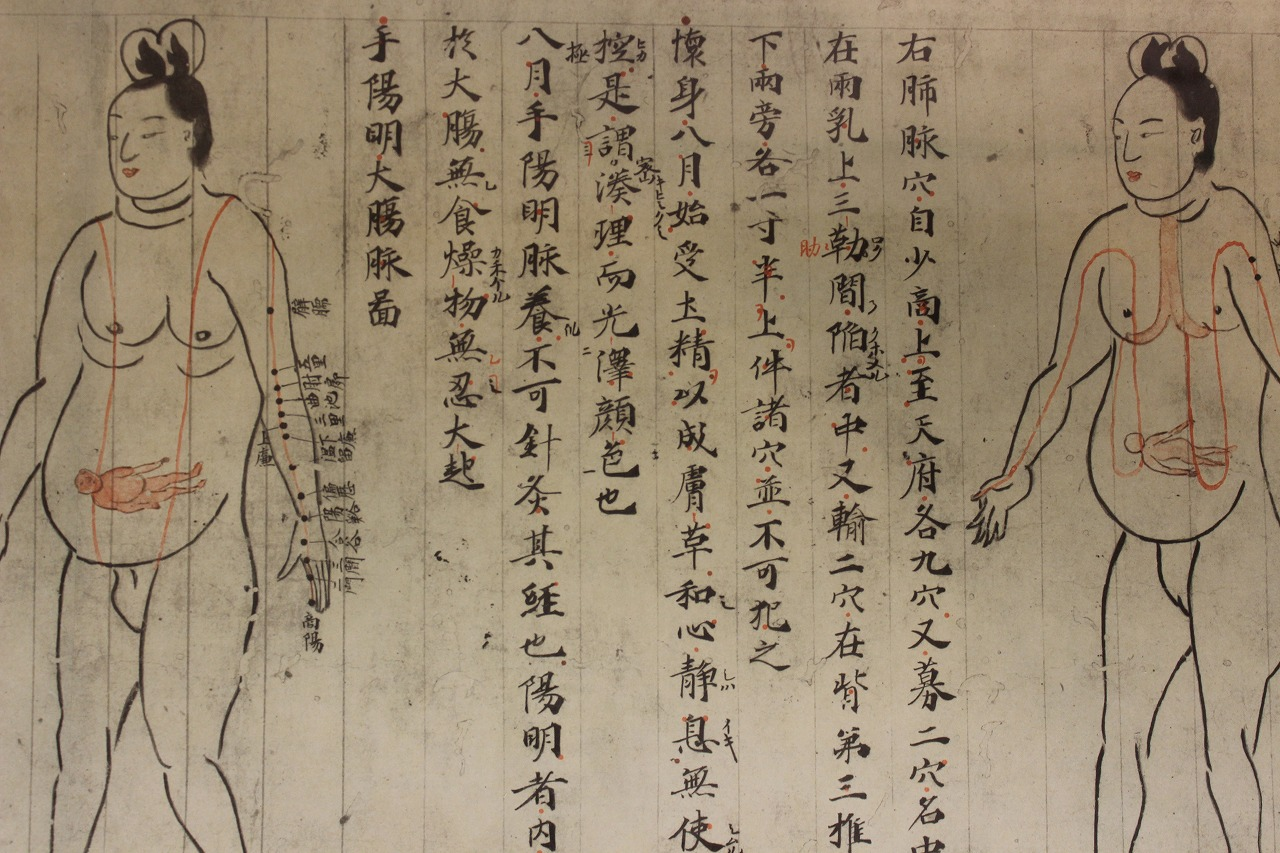
医心方第22巻。医心方の中でも唯一図を持つ巻

『医心方』（いしんぽう、いしんほう）は、平安時代に宮中医官を務めた鍼博士・丹波康頼が撰した、日本に現存する最古の医学書である。撰者丹波康頼により984年、朝廷に献上された。

## 概要
全30巻、医師の倫理・医学総論・各種疾患に対する療法・保健衛生・養生法・医療技術・医学思想・房中術などから構成される。27巻分は12世紀の平安時代に、1巻は鎌倉時代に書写され、2巻と1冊は江戸時代の後補である。本文はすべて漢文で書かれており、唐代に存在した膨大な医学書を引用してあり、現在では地上から失われた多くの佚書を、この医心方から復元することができることから、文献学上非常に重要な書物とされる。漢方医学のみならず、平安・鎌倉時代の送りカナ・ヲコト点がついているため、国語学史・書道史上からも重要視されている。
東アジア（特に漢字文化圏）における所謂「古典」というものの扱いは、新しい書物を為す場合の引用源として使用される。つまり、新しい書物は、古い書群から本文を抜き出してきて、編み直したものであるわけである。
鍼灸医学の書は、明清に至るまで、その殆どが内経などの編み直しと言ってもよい。つまり、由来のわからない文を為すことを忌むのが、東アジアにおける古典の扱いであった。医心方は、この点で非常に優等生的な書と言える。
医心方は、撰者丹波康頼により984年、朝廷に献上された。これは宮中に納められていたが、1554年に至り正親町天皇により典薬頭半井（なからい）家に下賜された。また丹波家においても秘蔵されていたとされるが、これは少なくとも丹波家の末裔である多紀家（半井家と並ぶ江戸幕府の最高医官）においては、幕末までに多くが失われていたとされ、多紀元堅が復元し刷らせている。幕末に、江戸幕府が多紀に校勘させた「医心方」の元本には、半井家に伝わっていたものが使用された。この半井本は、1982年、同家より文化庁に買い上げがあり、1984年、国宝となっている。現在は東京国立博物館が所蔵している。
2018年10月16日に、国宝「医心方」のユネスコ「世界の記憶」登録を推進する議員連盟（会長：鴨下一郎）が設立され、ユネスコ「世界の記憶」への登録を目指している。

## 訳注一覧
槇佐知子訳・注解 『全訳精解 医心方』（全30巻、筑摩書房、1993年-2012年）
- 『巻一 A 医学概論篇』 ※巻一・巻二・巻二十五は2分冊
- 『巻一 B 薬名考』
- 『巻二 A 鍼灸篇I 孔穴主治』
- 『巻二 B 鍼灸篇II 施療』
- 『巻三 風病篇』
- 『巻四 美容篇』
- 『巻五 耳鼻咽喉眼歯篇』
- 『巻六 五臓六腑』
- 『巻七 性病・諸痔・寄生虫篇』
- 『巻八 脚病篇』
- 『巻九 咳嗽篇』
- 『巻十 積聚・疝か・水腫篇』
- 『巻十一 痢病篇』
- 『巻十二 泌尿器』
- 『巻十三 虚労篇』
- 『巻十四 蘇生・傷寒篇』
- 『巻十五 癰疽篇 悪性腫瘍・壊疽』
- 『巻十六 腫瘤篇』
- 『巻十七 皮膚病篇』
- 『巻十八 外傷篇』
- 『巻十九 服石篇1』
- 『巻二十 服石篇2』
- 『巻二十一 婦人諸病篇』
- 『巻二十二 胎教篇』
- 『巻二十三 産科治療・儀礼篇』
- 『巻二十四 占相篇』
- 『巻二十五 A 小児篇I』
- 『巻二十五 B 小児篇II』
- 『巻二十六 仙道篇』
- 『巻二十七 養生篇』
- 『巻二十八 房内篇』
- 『巻二十九 中毒篇』
- 『巻三十 食養篇』